# Ambo (stad)

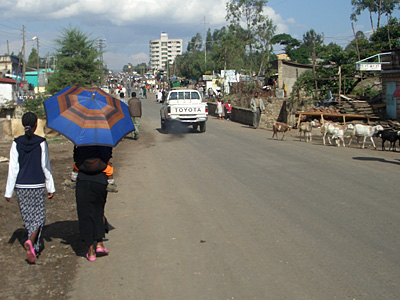
Centrala Ambo (2006).

Denna artikel behandlar staden i Etiopien. För staden i Egypten, se Kom Ombo.
Ambo (även känd som Hagere Hiwot) är en stad i centrala Etiopien, belägen i Västra Shewazonen i Oromiaregionen, väster om Addis Abeba, på 2 101 meters höjd. Folkmängden beräknades till 57 007 invånare 2011 på en yta av 10,20 km². Staden utgör ett eget distrikt, Ambo wereda. 
Ambo är känd som kurort och dess mineralvatten, som tappas utanför staden, är enligt uppgift det mest populära i Etiopien. Marknadsdag är lördag. Bland närliggande turistmål märks berget Wenchi och dess kratersjö i söder, samt Guder- och Hulukafallen.